# Тарганська сільська рада
| Тарганська сільська рада — колишній орган місцевого самоврядування у Володарському районі Київської області з адміністративним центром у с. Тарган. Історична дата утворення: в 1923 році. Водоймища на території, підпорядкованій даній раді: річка Тарганка. Сільській раді підпорядковані населені пункти: - с. Тарган - с. Надросівка |

## Склад ради
Рада складається з 16 депутатів та голови.

### Керівний склад ради
| ПІБ                        | Основні відомості                                                                  | Дата обрання | Дата звільнення |
| -------------------------- | ---------------------------------------------------------------------------------- | ------------ | --------------- |
| Ушинський Василь Євгенович | Сільський голова, 1958 року народження, освіта, член Соціалістичної партії України | 26.03.2006   | 31.10.2010      |
| Ушинський Василь Євгенович | Сільський голова, 1958 року народження, освіта вища                                | 31.10.2010   |                 |

Примітка: таблиця складена за даними джерела